# Ministre-président de Thuringe
Le ministre-président de Thuringe (en allemand : Ministerpräsident von Thüringen) est le chef du gouvernement de l'État libre de Thuringe.

## Investiture

### Procédure
Le ministre-président est élu par le Landtag, à la majorité absolue de ses membres. Si aucun candidat ne l'emporte au premier tour, un deuxième est organisé. En cas de nouvel échec, un nouveau tour de scrutin est organisé, étant élu celui qui obtient la majorité des suffrages exprimés.

### Serment
Une fois élu, il prête le serment suivant : « Je jure de consacrer mes forces au bien-être de la population, à la protection de la Constitution et des lois, et d'exercer mes fonctions en conscience et dans la justice pour tous. ». Ce serment peut être accompagné d'une formule religieuse.

## Fonctions

### Chef du gouvernement
Le ministre-président préside les réunions du gouvernement régional et en dirige l'activité. Il détermine les orientations de la politique gouvernementale, dont il est responsable devant le Landtag. Il revient aux ministres d'exercer leurs fonctions dans le cadre de ces orientations.
Il lui revient de nommer les fonctionnaires et les juges régionaux, excepté quand la loi en dispose autrement. Il exerce le droit de grâce mais ne peut accorder d'amnistie sans vote d'une loi.

### Rapports avec le Landtag
Il peut décider de soumettre son gouvernement à un vote de confiance des députés. Le scrutin a lieu dans les trois à dix jours suivant la demande, la confiance étant accordée à la majorité des membres du Parlement régional.

## Fin des fonctions
Les fonctions du ministre-président prennent fin par décès, démission, ou lors de l'ouverture d'une nouvelle législature. Dans les deux premiers cas, l'intérim est exercé par le vice-ministre-président ou, à défaut, par le ministre ayant la plus grande ancienneté au sein du gouvernement régional.

### Motion de censure
Le ministre-président peut être renversé par le vote d'une motion de censure constructive par le Landtag. Soumise au vote des députés dans les trois à dix jours suivant son dépôt, la motion doit être présentée par un dixième des députés, ou un groupe parlementaire, et prévoir le nom d'un nouveau ministre-président. L'adoption du texte entraîne l'élection du candidat à la direction du gouvernement.

## Historique des titulaires
| Nom                               | Nom                    | Parti | Dates                                                            | Cabinet      | Majorité       |
| --------------------------------- | ---------------------- | ----- | ---------------------------------------------------------------- | ------------ | -------------- |
| Administration militaire puis RDA |                        |       |                                                                  |              |                |
|                                   | Hermann Brill (de)     | SPD   | 9 juin – 16 juillet 1945 (1 mois et 7 jours)                     | Brill        | Pas d'élection |
|                                   | Rudolf Paul            | SED   | 16 juillet 1945 – 1er septembre 1947 (2 ans, 1 mois et 16 jours) | Paul I       | Pas d'élection |
| Paul II                           | Rudolf Paul            | SED   | 16 juillet 1945 – 1er septembre 1947 (2 ans, 1 mois et 16 jours) | 97 / 100     |                |
|                                   | Werner Eggerath        | SED   | 9 octobre 1947 – 23 juillet 1952 (4 ans, 9 mois et 14 jours)     | 97 / 100     | Eggerath I     |
| Eggerath II                       | Werner Eggerath        | SED   | 9 octobre 1947 – 23 juillet 1952 (4 ans, 9 mois et 14 jours)     | 63 / 100     |                |
| Allemagne réunifiée               |                        |       |                                                                  |              |                |
|                                   | Josef Duchač           | CDU   | 8 novembre 1990 – 5 février 1992 (1 an, 2 mois et 28 jours)      | Duchač       | 53 / 89        |
|                                   | Bernhard Vogel         | CDU   | 5 février 1992 – 5 juin 2003 (11 ans et 4 mois)                  | Vogel I      | 53 / 89        |
| Vogel II                          | Bernhard Vogel         | CDU   | 5 février 1992 – 5 juin 2003 (11 ans et 4 mois)                  | 71 / 88      |                |
| Vogel III                         | Bernhard Vogel         | CDU   | 5 février 1992 – 5 juin 2003 (11 ans et 4 mois)                  | 49 / 88      |                |
|                                   | Dieter Althaus         | CDU   | 5 juin 2003 – 30 octobre 2009 (6 ans, 4 mois et 25 jours)        | 49 / 88      | Althaus I      |
| Althaus II                        | Dieter Althaus         | CDU   | 5 juin 2003 – 30 octobre 2009 (6 ans, 4 mois et 25 jours)        | 45 / 88      |                |
|                                   | Christine Lieberknecht | CDU   | 30 octobre 2009 – 5 décembre 2014 (5 ans, 1 mois et 5 jours)     | Lieberknecht | 48 / 88        |
|                                   | Bodo Ramelow           | Linke | 5 décembre 2014 – 5 février 2020 (5 ans et 2 mois)               | Ramelow I    | 46 / 91        |
|                                   | Thomas Kemmerich       | FDP   | 5 février 2020 – 4 mars 2020 (28 jours)                          | Non formé    | 48 / 90        |
|                                   | Bodo Ramelow           | Linke | 4 mars 2020 – 12 décembre 2024 (4 ans, 9 mois et 8 jours)        | Ramelow II   | 42 / 90        |
|                                   | Mario Voigt            | CDU   | Depuis le 12 décembre 2024 (3 mois et 2 jours)                   | Voigt        | 44 / 88        |